# Корел (Приморје)
Корел (фр. Caurel) насеље је и општина у северозападној Француској у региону Бретања, у департману Приморје која припада префектури Генган.
По подацима из 2011. године у општини је живело 380 становника, а густина насељености је износила 32,62 становника/km². Општина се простире на површини од 11,65 km². Налази се на средњој надморској висини од 300 метара (максималној 308 m, а минималној 120 m).

## Демографија
| 1962. | 1968. | 1975. | 1982. | 1990. | 1999. | 2011. |
| ----- | ----- | ----- | ----- | ----- | ----- | ----- |
| 342   | 434   | 358   | 376   | 384   | 387   | 380   |

График промене броја становника у току последњих година